# 卡奥尔站
卡奥尔站是法国的一个铁路车站，位于法国西南部城市，洛特省省会卡奥尔（法語：Cahors）。

## 位置
卡奥尔站位于卡奥尔市区西部，卡奥尔半岛上。车站大致呈南北走向，开口朝东。

## 车站历史
卡奥尔站建于1869年，现有站房于1896年投入使用并历经了多次翻新。
卡奥尔站曾为一个区域性的铁路枢纽，但东西走向的铁路线均已全部关闭。

## 停靠线路
以下列车线路在卡奥尔站停靠：
| 卡奥尔站列车线路表 |                     |                           |                        |              |
| 线路               | 车种                | 上一站                    | 下一站                 | 大致运行频率 |
| 巴黎—卡奥尔        | INTERCITÉS          | 古尔东                    | （终点）               | 每天1趟      |
| 巴黎—图卢兹        | INTERCITÉS          | 布里夫/古尔东             | 科萨德/蒙托邦          | 每天3趟左右  |
| 巴黎—图卢兹        | INTERCITÉS de nuit  | 雷若布莱（奥尔良）/古尔东 | 科萨德/蒙托邦          | 每天1趟      |
| 巴黎—图卢兹        | INTERCITÉS 100% éco | 布里夫                    | 蒙托邦                 | 每周3趟左右  |
| 布里夫—图卢兹      | 法国大区列车        | 古尔东/德加尼亚克         | 拉勒本克-丰塔讷/科萨德 | 每天2~5趟    |
| 卡奥尔—图卢兹      | 法国大区列车        | （起点）                  | 拉勒本克-丰塔讷        | 每天1~2趟    |
| 1.                 |                     |                           |                        |              |

## 配套交通

### 长途客运
卡奥尔站对应的大巴车上下车地点位于车站前方的广场上。
| 停靠卡奥尔站的大巴车 |                                         |                                                                        |
| 上下车地点           | 运营单位                                | 主要目的地                                                             |
| 卡奥尔站站前广场     | 南部-比利牛斯城际客运 Car Midi-Pyrénées | 罗德兹、菲雅克、蒙桑普龙-利博                                          |
| 卡奥尔站站前广场     | 洛特省城际客运 Les bus du Lot           | 卡扎勒、格拉马、鲁埃格自由城、卡斯泰尔诺蒙特拉蒂耶、索泽               |
| 卡奥尔站站前广场     | SNCF                                    | （当某条铁路线施工或罢工时，SNCF可能会提供途径该线路沿途站点的大巴车） |
| 1. 2. 3.             |                                         |                                                                        |

### 市内交通
| 卡奥尔站附近的市内公交线路 |                |                         |
| 公交车站名称               | 位置           | 停靠线路                |
| Gare SNCF                  | 卡奥尔站正门口 | 免费摆渡公交（Navette） |
| 1. 2.                      |                |                         |

### 社会车辆
卡奥尔站门口设有露天停车场，并提供出租车服务。

## 临近车站
| 卡奥尔站（Gare de Cahors）     |                    |                   |
| 上行车站                       | 线路               | 下行车站          |
| 德加尼亚克站                   | 奥尔良－蒙托邦铁路 | 拉勒本克-丰塔讷站 |
| - 本表仅显示运营中的线路及车站 |                    |                   |